# Gers
Il Gers (in occitano Gerç) è un dipartimento francese il cui territorio faceva storicamente parte della Guascogna e oggi è compreso nella regione Occitania (Languedoc-Roussillon-Midi-Pyrénées). Confina con i dipartimenti del Lot e Garonna a nord, del Tarn e Garonna a nord-est, dell'Alta Garonna a sud-est, degli Alti Pirenei a sud, dei Pirenei Atlantici a sud-ovest e delle Landes a ovest.
Le principali città, oltre al capoluogo Auch, sono Condom e Mirande. Il dipartimento è famoso per la produzione di armagnac.